# 16. pehotni polk (Avstro-Ogrska)
Za druge 16. polke glejte 16. polk.
16. pehotni polk (izvirno nemško Infanterie Regiment Nr. 16; dobesedno slovensko: Pehotni polk št. 16) je bil pehotni polk avstro-ogrske skupne vojske.

## Poimenovanje
- Ungarisch-Kroatisches Infanterie Regiment »von Giesl« Nr. 16/Madžarsko-hrvaški pehotni polk »von Giesl« št. 16
- Infanterie Regiment Nr. 16 (1915 - 1918)

## Zgodovina
Polk je bil ustanovljen leta 1703. 

### Prva svetovna vojna
Polkovna narodnostna sestava leta 1914 je bila sledeča: 97% Hrvatov/Srbov in 3% drugih. Naborni okraj polka je bil v Bjelovarju, pri čemer so bile polkovne enote garnizirane sledeče: Dunaj (štab, I., II. in III. bataljon) in Bjelovar (IV. bataljon).
V sklopu t. i. Conradovih reform leta 1918 (od junija naprej) je bilo znižano število polkovnih bataljonov na 3.

## Organizacija
1918 (po reformi)
- 1. bataljon
- 2. bataljon
- 3. bataljon

## Poveljniki polka
- 1859: Johann von Trentinaglia[7]
- 1865: Johann von Trentinaglia[8]
- 1879: Anton von Susich[9]
- 1908: Viktor Njegovan[10]
- 1914: Raimund Budiner[1]